# Crise irano-soviétique
Crise irano-soviétique
La crise irano-soviétique appelée aussi crise iranienne ou crise d'Azerbaïdjan désigne les tentatives sécessionnistes des provinces kurde et azéri iraniennes, avec l'aide de l'URSS en 1945 et 1946, pour établir des États pro-soviétiques. Le nord de l'Iran avait été occupé par les troupes soviétiques pendant la Seconde Guerre mondiale ; la crise commença quand Staline refusa de retirer les troupes soviétiques d'Iran après la fin de la guerre. Cette crise fut la toute première épreuve de force de ce qui allait devenir la guerre froide.

## L'invasion anglo-soviétique
À l’été 1941, l’Union soviétique et le Royaume-Uni cherchent à sécuriser une route de ravitaillement, alors que l'URSS est en pleine lutte contre l'Allemagne nazie sur le Front de l'Est. Les deux pays s'entendent pour occuper chacun une moitié de l'Iran au prétexte que le shah (roi ou empereur) Reza Chah Pahlavi, qui a déclaré la neutralité de son pays, refuse d'expulser les ressortissants de l’Axe. Les deux pays envahissent l'Iran avec des pertes légères : sans le soutien d'alliés militaires, les forces iraniennes sont rapidement submergées et neutralisées par les chars et l'infanterie des Forces armées britanniques et de l'Armée rouge soviétique. Les forces britanniques et soviétiques se rencontrent à Senna, à 300 km au nord-est de Hamadan, le 30 août. Faute de moyens de transport, les britanniques décident de ne pas déployer de troupes derrière la ligne Hamadan-Ahvaz. Pendant ce temps, le nouveau Premier ministre iranien Mohammad Ali Foroughi demanda à l'ambassadeur allemand à Téhéran de quitter l'Iran avec son personnel. Les ambassades allemande, hongroise, italienne et roumaine furent fermées et presque tous les citoyens allemands furent livrés à l'administration militaire britannique ou soviétique. Mais sous l'assertion selon laquelle il y avait encore des agents allemands en Iran, les troupes britanniques et russes décident d'occuper quand même Téhéran le 17 septembre 1941. Un jour plus tard, Reza Shah est contraint d'abdiquer en faveur de son fils Mohammad Reza Pahlavi et est envoyé en exil par les Britanniques. Le 17 octobre, les troupes britanniques se replient vers le sud et les troupes soviétiques se replient vers le nord de l'Iran. Ainsi, l'Iran reste divisé en une zone d'occupation britannique et soviétique jusqu'à la fin de la guerre. L'armée iranienne se voit également interdire de déployer ses propres forces dans les territoires occupés par les troupes soviétiques dans le nord de l'Iran. En conséquence, le gouvernement central de Téhéran perd vite le contrôle du nord du pays.

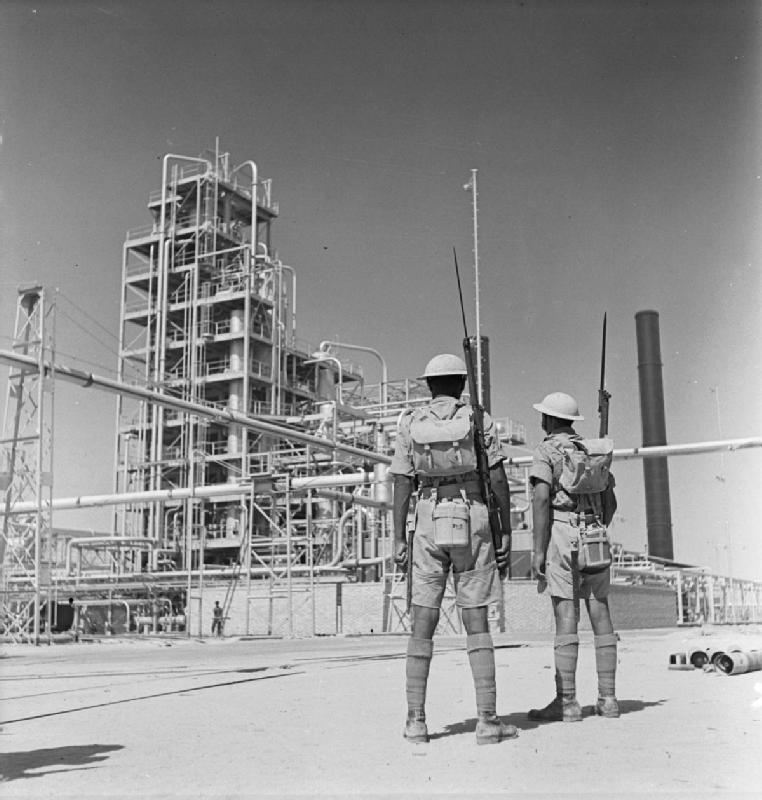
Armée britannique occupant les exploitations pétrolières pendant l'invasion, septembre 1941

Déjà le 2 octobre 1941, le Parti communiste Tudeh, inféodé à l'URSS, est fondé. Parmi les membres fondateurs se trouvaient l'écrivain Bozorg Alavi. Soleiman Mohsen Eskandari fut élu premier président. Le parti prit vite de l'ampleur. Dans de nombreux endroits, des organisations régionales du parti se formèrent, principalement dans les zones industrielles en Azerbaïdjan, à Ispahan, dans le Gilan, le Mazandaran et le Khorassan. Lors de la première réunion du parti à Téhéran en 1942, on dénombra 120 délégués. En 1946, le parti Toudeh comptait déjà 26 000 membres et était devenu une force importante dans le paysage politique iranien. En 1944, le parti Tudeh accède à la quatorzième assemblée du Majlis avec 8 de ses candidats, où il soutint inconditionnellement la politique de l'URSS.
Mohammad Reza Chah, qui succède à son père, conclut avec les puissances occupantes en janvier 1942 un traité prévoyant le retrait de leurs troupes six mois après la fin de la guerre. À la fin de la guerre, en septembre 1945, les cinq ministres des Affaires étrangères alliés conviennent, lors de leur rencontre à Londres, que ce retrait interviendra au plus tard le 2 mars 1946.
Très vite cependant, il devient évident que l'URSS est à l'affût d'un prétexte pour ne pas tenir compte de cet engagement. Trois raisons l'y poussent : l'absence, sur sa frontière sud, d’un glacis comparable à celui qu'elle a réussi à imposer en Europe ; la vulnérabilité des gisements du Caucase, d'où l'URSS tire alors l'essentiel de son approvisionnement en pétrole ; l'effort séculaire pour l'accès aux mers chaudes, l'ancienne Russie impériale a toujours convoité l'accès à ces mers dont les ports ne sont jamais prisonniers des glaces. En octobre 1944, face aux appétits soviétiques latents, le député Mohammad Mossadegh dépose devant le Parlement un projet de loi visant à interdire la ratification d'accord d'exploitation pétrolière à un ministre ou un autre notable (qui pourrait être un agent de l'étranger) sans accord préalable du Majlis. Le projet de loi est validé par le Parlement le 2 décembre.

## Révoltes en Iran et revendications soviético-sécessionnistes

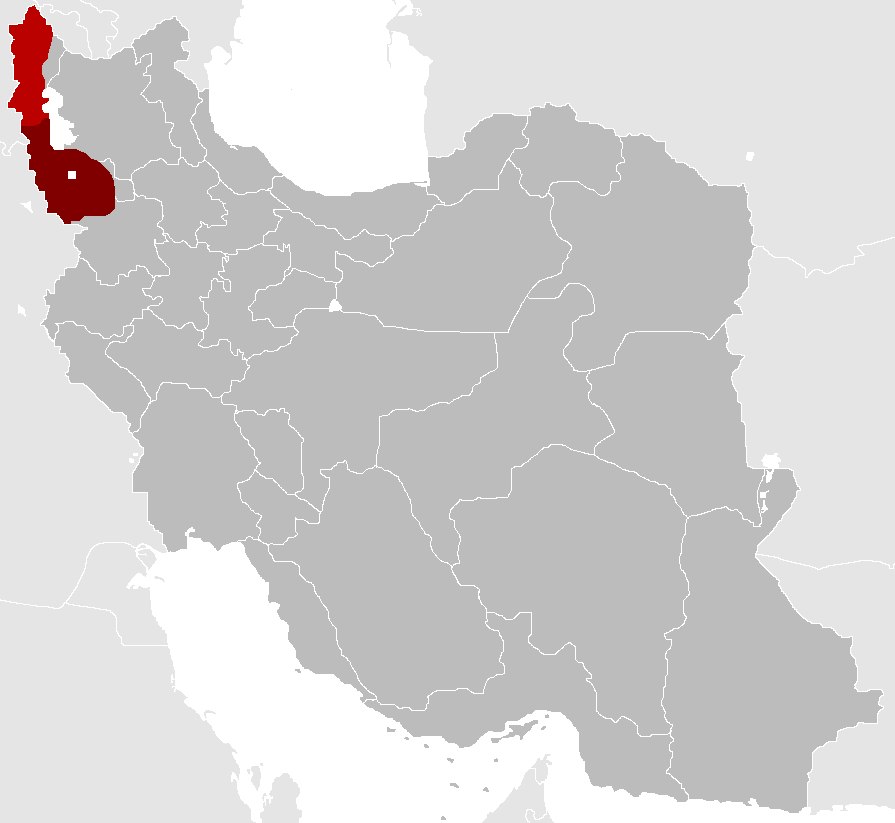
Localisation de la république de Mahabad.

Le prétexte est fourni par une révolte survenue à Tabriz, capitale de l'Azerbaïdjan iranien (partie de l'Azerbaïdjan restée iranienne après l'annexion par l'empire russe, en 1828, du nord de cette province turcophone). En juillet 1945, Staline publie plusieurs décrets incitant à la sécession de la province iranienne d'Āzarbāydjān occupée par les soviétiques et la création d'une République autonome d'Azerbaïdjan,. L'objectif de Staline était de placer les réserves et les exploitations pétrolières dans le nord de l'Iran sous le contrôle soviétique.
Fin octobre 1945, la gendarmerie de Tabriz signala que des camions transportant des armes étaient arrivés dans la ville et que le contenu avait été distribué à des sections de la population. Un peu plus tard, les postes de police de Tabriz et des environs ont été attaqués par des hommes armés. En novembre 1945, les soviétiques soutiennent ouvertement les insurgés, envoyant des troupes de l'Armée rouge supplémentaires pour empêcher les renforts de police et de gendarmerie envoyés au Kurdistan et à entrer dans les provinces. Le ministre iranien des Affaires étrangères Najm envoya une note de protestation à l'ambassade soviétique demandant à l'Union soviétique de ne pas s'immiscer dans les affaires intérieures de l'Iran au Kurdistan (ainsi qu'en Azerbaïdjan, toujours sous occupation soviétique et où le gouvernement iranien craint une expérience similaire). Les insurgés proclament, en décembre 1945, une république autonome azérie dont les postes clés sont tenus par des communistes, certains d’entre eux ayant déjà participé à une tentative analogue au lendemain de la Première Guerre mondiale.
Dans la province voisine, les craintes du gouvernement iranien se concrétisent : les Kurdes cherchent également à établir un État indépendant à Mahabad. Dans la foulée des événements d'Azerbaïdjan, une autre république autonome nommée république de Mahabad est proclamée au Kurdistan iranien, qui s’empresse de conclure une alliance avec les insurgés de Tabriz. L’Armée rouge y empêche également la gendarmerie de rétablir l’ordre. 

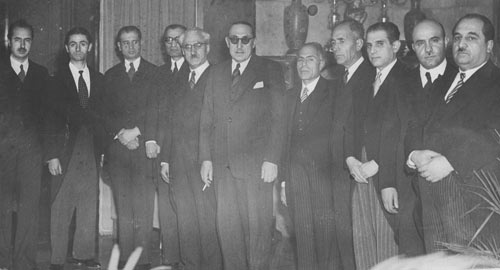
Le Premier ministre iranien Ghavam os-Saltaneh et la délégation iranienne se rendant à Moscou

Le 12 décembre 1945 Tabriz est occupée par des membres armés du Fiqeh démocrate, qui constituent une Assemblée nationale de l'Azerbaïdjan et un gouvernement du peuple azerbaïdjanais avec Ja'far Pichevari désigné comme premier ministre à la vie. Les troupes du général iranien Karim Varahram capitulent après la proclamation du gouvernement populaire d'Azerbaïdjan à Tabriz. Les soviétiques semblent avoir triomphé et se voient déjà avoir une plus grande influence en Iran ; une carte imprimée en 1943 à Bakou divisait l'Iran en plusieurs républiques indépendantes. La carte montre la République démocratique d'Azerbaïdjan, composée des Azerbaïdjan soviétique et iranien, la République du Kurdistan, sur le territoire de l'Ouest iranien jusqu'à Bushehr inclus, la République d'Arabistan, composée de la province de Khouzistan, de la République du Baloutchistan, incluant Kerman et Makran, la République de Khorassan, incluant la province du même nom, mais aussi l'Ouzbékistan et le Tadjikistan, la République de Tabaristan qui comprenait les provinces limitrophes de la mer Caspienne et la République du Fars, qui couvrait le centre du territoire iranien.
La question du retrait des troupes alliées de l'Iran avait été discutée en détail à la conférence de Potsdam le 21 juillet 1945. Il fut décidé que les troupes se retireraient de la capitale, Téhéran, mais resteraient stationnées en Iran jusqu'à six mois après la fin de la guerre avec le Japon. Après la chute des bombes atomiques sur Hiroshima et Nagasaki et la reddition japonaise le 2 septembre 1945, la date par déduction du gouvernement iranien du retrait des troupes alliées fut fixée au 2 mars 1946. Les gouvernements britannique et soviétique avaient accepté cette date de déduction.

## Négociations avec Staline
À la mi-janvier 1946, le Premier ministre iranien Ebrahim Hakimi décide de saisir le Conseil de sécurité des Nations unies le 17 janvier 1946, qui incita le gouvernement iranien à négocier directement avec l'Union soviétique, afin de trouver une solution concernant les mouvements séparatistes. Le 20 janvier 1946, le Premier ministre Hakimi démissionne en raison d'une menace de vote de défiance du parlement iranien. Sur la suggestion du Parlement iranien (Majlis), Ahmad Ghavam est nommé Premier ministre par le shah Mohammad Reza Pahlavi. Dans les derniers jours de février 1946, après des semaines de ce qu’il est convenu d’appeler une « intense activité diplomatique », Staline consent à recevoir le nouveau Premier ministre Ghavam os-Saltaneh, qui passe pour russophile et a pris des communistes dans son cabinet. Le chef du gouvernement iranien se rend à Moscou le 18 février 1946 pour des négociations.

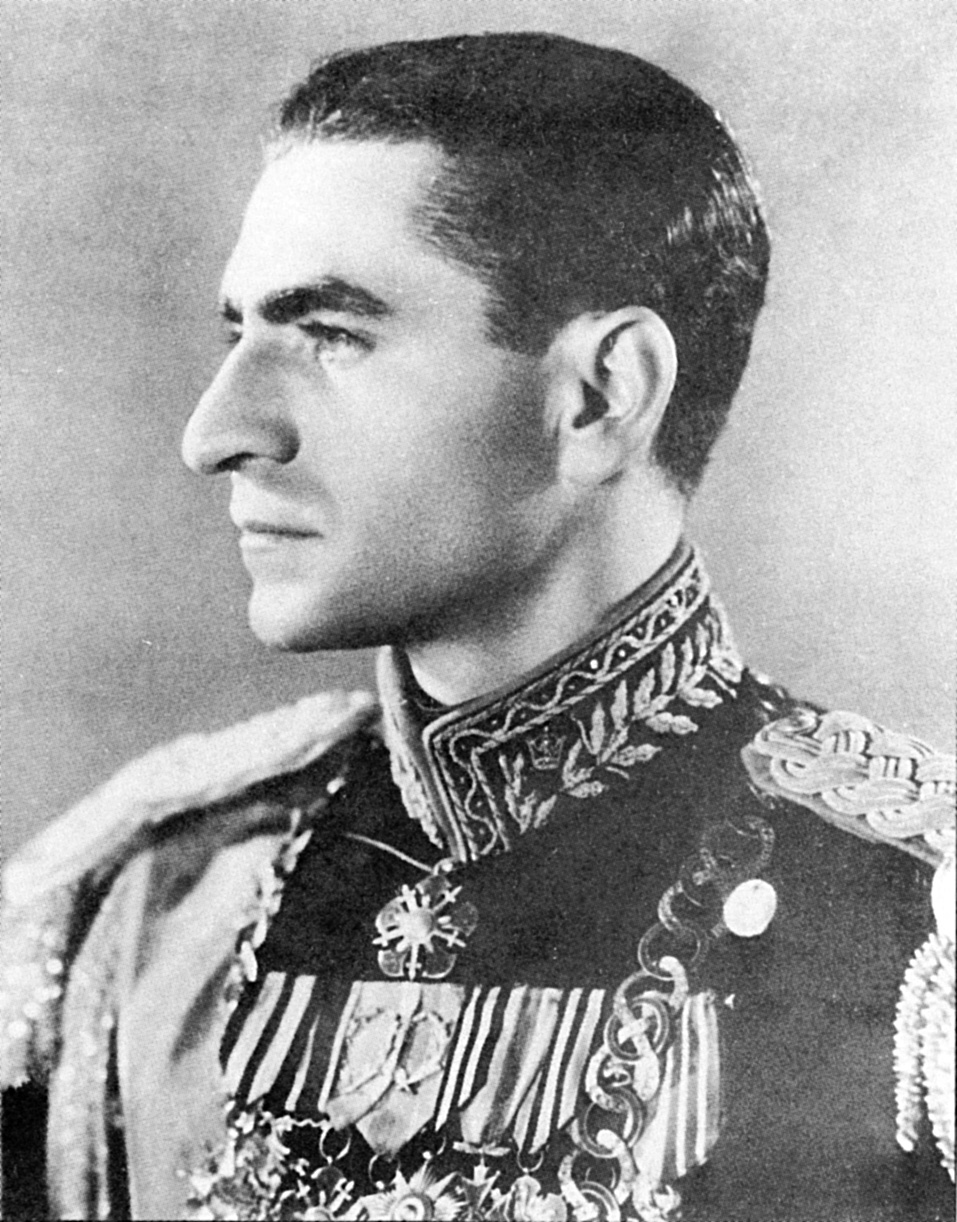
Mohammad Reza Chah
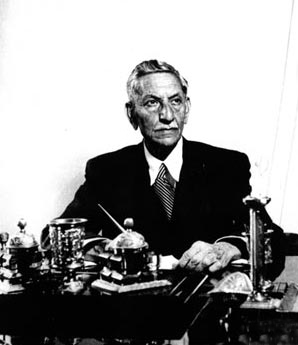
Ebrahim Hakimi
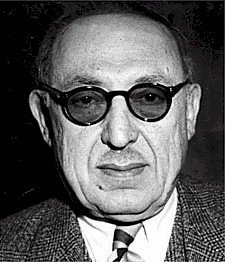
Mirza Ahmad Ghavam
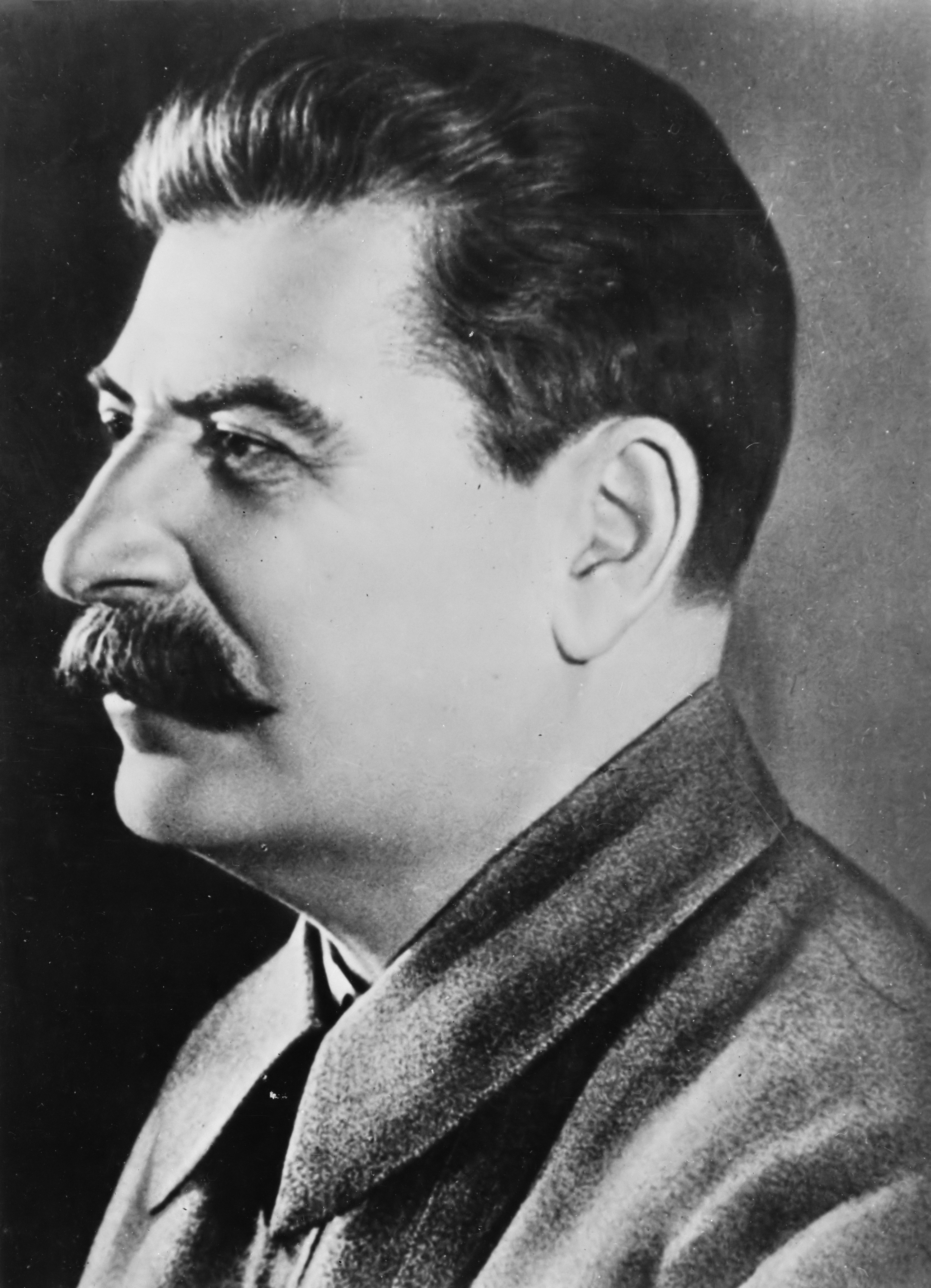
Joseph Staline

Le 30 janvier, la résolution 2 du Conseil de sécurité invite les parties concernées à régler leurs différends et à faire rapport régulièrement.
Les négociations entre le Premier ministre d'Iran Ghavam os-Saltaneh et le secrétaire général du PCUS Joseph Staline prennent deux semaines. Les exigences de Staline étaient que :
« 1. Les troupes soviétiques restent stationnées indéfiniment dans le nord de l'Iran. 
2. Le gouvernement iranien reconnaisse l'autonomie de l'Azerbaïdjan. 
3. L'Iran et l'Union soviétique établissent une compagnie pétrolière irano-russe qui prenne en charge l'exploitation, la production et la commercialisation de pétrole iranien ; l'Union soviétique devait recevoir 49 % des gains totaux de la société et l'Iran 51 % »
Ghavam signe un communiqué selon lequel les négociations entre le gouvernement iranien et l'ambassadeur soviétique se poursuivraient. Londres annonce le retrait de ses propres forces d'Iran, comme convenu, pour le 2 mars 1946. Le 6, les États-Unis invitent fermement Moscou à en faire autant. 24 heures plus tôt, la Guerre froide est entrée dans le domaine public avec le retentissant discours par Churchill à l’université de Fulton dénonçant les efforts soviétiques pour étendre leur empire, où l’expression du Rideau de fer est utilisée pour la première fois.
Staline reste inflexible vis-à-vis de Ghavam et l'informe que l’Armée rouge continuera à stationner dans les provinces septentrionales de l’empire iranien et n’évacuera le reste de sa zone d’occupation que s’il reconnaît l’autonomie de l'Azerbaïdjan et accorde à l’URSS une concession sur le pétrole de la province ; les négociations n'avancent pas. C’est trop pour Ghavam qui rentre à Téhéran sans avoir donné son accord à Staline le 10 mars 1946.

## Les plans soviétiques
À la suite d'interprétations de fonctionnaires américains, anglais ou iraniens, certains historiens faisaient valoir du temps de la Guerre Froide que Staline avait projeté d'installer un gouvernement communiste en Iran, après l'occupation permanente du pays par les troupes soviétiques, ce qui en aurait fait un État satellite pro-soviétique. Cette interprétation est principalement basée la découverte dans le bâtiment du Ministère allemand des Affaires étrangères d'un projet de traité entre l'URSS et l'Axe faisant état d' « aspirations territoriales » soviétiques en direction de l'Océan Indien. Puisque le texte portait le tampon de l'ambassade allemande à Moscou, on en a déduit qu'il avait été créé en concertation avec les autorités de l'URSS. Or ce texte avait été rédigé par les Allemands avant concertation avec les Soviétiques et précédait de peu une visite de Viatcheslav Molotov à Berlin. À la suite de cette visite, en novembre 1940, les Soviétiques envoyèrent une version amendée de ce projet de traité, avec pour mention « À condition que la région située au sud de Bakou et de Batoumi, dans la direction générale du golfe Persique, soit reconnue comme le centre des aspirations de l'Union soviétique ». L'adjectif "territorial" apposé à "aspirations" avait été enlevé et la zone géographique concernée réduite au Sud du Caucase, où se trouvaient des gisements de pétrole convoités par la France et le Royaume-Uni. Le but des Soviétiques est alors de contrecarrer l'influence britannique en Iran.
Plus tard, la révélation d'un certain nombre d'archives soviétiques montre que les Soviétiques ne prévoyaient en aucun cas un coup d'État communiste en Iran. La situation présentait certes l'opportunité pour Staline de financer des mouvements authentiquement séparatistes comme le Parti démocratique azerbaïdjani, ce qui aurait pu mener à une sécession de l'Azerbaïdjan iranien. Mais ni la tentative d'un coup d'État à l'échelle nationale de l'Iran, ni l'intégration de cet hypothétique Azerbaïdjan nouvellement indépendant à la République socialiste soviétique d'Azerbaïdjan ne s'est présenté comme conforme aux intérêts de l'URSS dans la région. 
Le maintien des troupes soviétiques en Iran et le financement de mouvements séparatistes servaient en réalité à assurer à Moscou une position solide et des leviers dans la négociation d'une concession pétrolière sur des gisements du Nord de l'Iran à la suite de l'échec d'une précédente négociation en 1944, plutôt qu'à créer des mouvements séparatistes viables dans cette région,,. Ces gisements faisaient alors l'objet d'un nouvel intérêt de la part des Américains dans le contexte de la Seconde Guerre mondiale, qui démultipliait les besoins en pétrole. Les intérêts à l'œuvre dans cette affaire étaient donc plus économiques qu'idéologiques, c'est-à-dire que la possibilité pour l'URSS d'exploiter des gisements pétroliers supplémentaires grâce à l'obtention d'une concession de la part du gouvernement iranien était plus importante qu'un projet d'extension du communisme dans le monde nécessitant un coup d'État en Iran.
Ainsi, peu après le dépassement de la date limite prévoyant le retrait des troupes soviétiques, Staline recontacta le gouvernement iranien et précisa ses termes de négociations : il promettait d’évacuer la totalité de l’Iran avant le 9 mai si Ghavam donnait son aval pour la création d’une société pétrolière contrôlée par l’URSS. Le Premier ministre iranien accepta, mais à la condition que l’accord soit ratifié par un parlement à élire dans les sept mois suivant la fin de l’occupation étrangère. Le 24 mars 1946, le Premier ministre Ghavam et l'ambassadeur soviétique signèrent à Téhéran un accord stipulant que le gouvernement du peuple azerbaïdjanais entrerait en négociations avec le gouvernement central dans un délai de sept semaines, et qu'une compagnie pétrolière serait créée, détenue à 51 % par l'Union soviétique et à 49 % par l'Iran. Seulement après, Staline déclara que l'Armée rouge se retirerait d'Iran dans les six semaines à compter du 24 mars 1946,.
Ainsi les troupes soviétiques se retirèrent d'Iran dès que Moscou eut l'assurance suffisante qu'un accord était acquis (même si la suite des évènements leur donna tort). Les autorités de l'URSS cessèrent immédiatement tout soutien aux séparatistes, si bien qu'après des négociations sans issue entre gouvernement iranien et séparatistes, l'armée iranienne n'eut aucun mal à reprendre ces territoires en décembre 1946, signant la fin du Gouvernement populaire d'Azerbaïdjan et de la République de Mahabad (voir la section "Fin des mouvements séparatistes" pour plus de détails).

## Le début de la Guerre froide
Pour des articles plus généraux, voir Guerre froide et Guerre froide au Moyen-Orient.

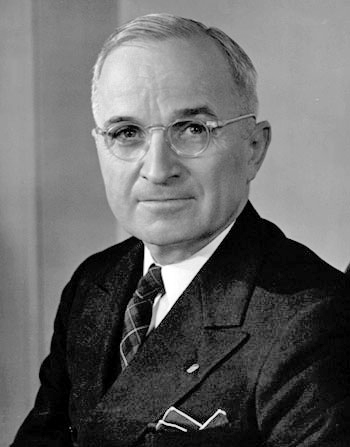
Le président américain Harry S. Truman

Sur l'insistance du gouvernement iranien, le jeune Conseil de sécurité des Nations unies avait été saisi une première fois le 30 janvier 1946 à propos du retrait des troupes soviétiques d'Iran. Le Conseil de sécurité avait appelé par sa résolution 2 l'Iran et l'Union soviétique à résoudre leurs différends, liés à l'invasion anglo-soviétique de l'Iran d'août 1941, considéré comme le début de la colonisation du territoire, par la voie diplomatique, ce qui n'avait pour l'instant débouché sur rien. La résolution exigea également que le Conseil de sécurité soit tenu régulièrement informé des négociations. À la suite du maintien sur le territoire iranien des troupes soviétiques après la date butoir du 2 mars 1946, l'Iran fit de nouveau appel au  Conseil de sécurité. Les États-Unis manifestèrent également leur mécontentement le 8 mars.  
Le 4 avril 1946, à la suite de l'établissement d'un projet de création d'une compagnie pétrolière irano soviétique, Staline déclara que les deux pays avaient donné leur accord de principe sur la question du retrait des troupes, et que les troupes soviétiques se retireraient d'Iran d'ici six semaines. Le Conseil de sécurité décida de laisser jusqu'au 6 mai 1946, date à laquelle ils seraient à nouveau convoqués, aux troupes soviétiques pour se retirer d'Iran, ainsi que pour régler la question sécessionniste iranienne par la résolution 3 du 4 avril 1946. Le 8 mai, le Conseil de sécurité notait dans la résolution 5 que le gouvernement iranien était dans l'incapacité de détecter si le retrait des troupes soviétiques était effectif, et reporta toute action supplémentaire au 20 mai. 
À la suite de cet épisode, les responsables américains affirmaient croire que les États-Unis, par leur position ferme au sein des Nations unies, avaient dissuadé les Soviétiques de tenter de dominer l'Iran. Rétrospectivement, cependant, il est loin d'être évident que les Nations Unies se soient avérées dans ce cas si singulièrement efficaces pour contrôler les actions d'une grande puissance. Peut-être en raison de l'improbabilité palpable de cette explication à la lumière de l'histoire ultérieure, un mythe s'est développé selon lequel l'Union soviétique avait reculé parce que les États-Unis avaient menacé de prendre des mesures unilatérales énergiques - voire, selon certaines versions, des mesures militaires. Les tenants de ce mythe se réfèrent aux affirmations du président Harry S. Truman selon lesquelles il aurait envoyé à Staline un ultimatum exigeant le retrait des troupes soviétiques d'Iran, ainsi qu'aux discours fermement formulés par le secrétaire d'État James F. Byrnes en février et mars 1946. En effet, pour le président Truman comme pour son prédécesseur Franklin Delano Roosevelt, il ne faisait aucun doute que le contrôle du pétrole iranien par l'Union soviétique bouleverserait l'équilibre des pouvoirs mondiaux et porterait gravement atteinte à l'essor de l'économie occidentale, ce que montrait l'implication récente des États-Unis dans ce pays, profitant de la mise en place du Corridor perse pendant la guerre. Pour autant, l'affirmation souvent répétée de Truman selon laquelle il aurait envoyé un ultimatum est tout simplement fausse, plusieurs diplomates américains comme George V. Allen (en), Loy W. Henderson, William Averell Harriman, et Allen Dulles ont par la suite reconnu qu'il n'y avait jamais eu de tel ultimatum. Quant à l'effet des discours de Byrnes, quelques semaines seulement après leur prononcé, les Soviétiques ont ouvert une nouvelle base militaire en Azerbaïdjan.  
Les visions de l'administration américaine exposées dans ces deux dernières parties sont fondamentales dans la proclamation de la Doctrine Truman, quelques mois après la crise. Malgré le fait que le rapport de force concernait essentiellement les dirigeants iraniens et soviétiques, et que le rôle des Américains et des Nations Unies n'ait pas vraiment été décisif dans la résolution de cette crise, cette dernière signe tout de même le début de l'antagonisme entre les États-Unis et l'URSS et peut donc être considérée comme un évènement annonciateur de la Guerre Froide.

## Fin des mouvements séparatistes

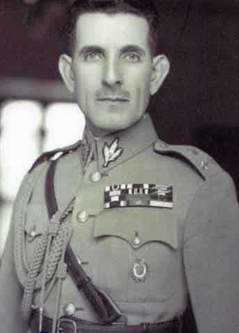
Haj Ali Razmara

Les troupes soviétiques se retirent, mais le parti communiste Tudeh organise des grèves massives à travers le pays à l'instigation de Staline pour faire pression sur le gouvernement iranien. Le 11 juin 1946, à Tabriz, les négociations entre le gouvernement central et Jafar Pischevari débattant de la poursuite de l'existence du gouvernement populaire azerbaïdjanais s'ouvrent. Le 13 juin 1946 est signé un accord dans lequel Pischevari demande une réforme agraire, l'occupation du poste de gouverneur d'Azerbaïdjan, de pouvoir s'occuper des questions de l'armée, de la perception des impôts et de fixer les dates des élections possibles. Le 15 juin 1946 Ghavam nomme Salamollah Javid, le ministre de l'Intérieur du gouvernement de l'Azerbaïdjan populaire, gouverneur officiel de l'Azerbaïdjan. Le 3 août 1946, le premier ministre effectue un remaniement ministériel et nomme des membres du parti communiste Tudeh aux postes de ministre de la santé, ministre de l'économie et ministre de l'éducation pour mieux accueillir Staline. En même temps, il nomme le général Haj Ali Razmara à l'inspection générale de l'Azerbaïdjan et du Kurdistan. Au Kurdistan, un gouvernement séparatiste était toujours au pouvoir et avait proclamé la République de Mahabad. La princesse Ashraf, sœur jumelle du souverain, est envoyée à son tour à Moscou pour ménager Staline et l'inciter à ne pas recommencer à soutenir les indépendantistes. Razmara mène la campagne militaire : il fait tomber la place forte de Zanjan le 13 novembre, où le Shah en personne se rend avec lui, paradant depuis son avion. 

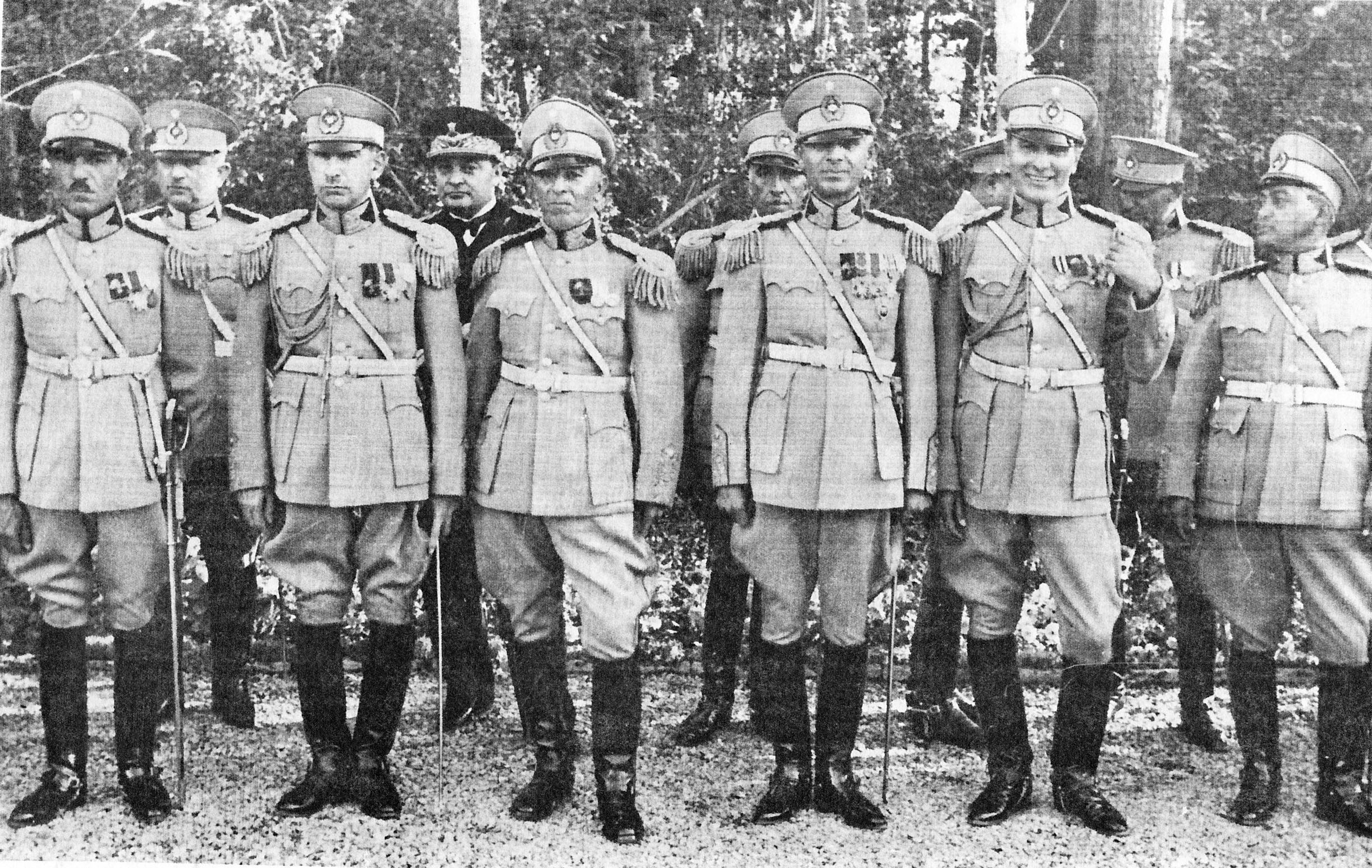
Généraux iraniens en 1939 ; on peut voir le général Zahedi, deuxième en partant de la droite

À la fin de l'année 1946, dans le sud de l'Iran, des émeutes éclatent dans les régions des Bakhtiaris et des Qashqais. Le Premier ministre Ghavam nomme alors le général Fazlollah Zahedi gouverneur de la province de Fars et l'envoie mater la révolte. Des grèves ayant éclaté dans les installations de la Anglo-Iranian Oil Company, Londres ne fut probablement pas étranger au soulèvement des tribus du sud. Également pressé par le shah, Ghavam se sépare de ses ministres communistes : en décembre 1946, Ghavam les remplace par des politiciens du Parti démocrate. Le 6 décembre 1946, les troupes de l'armée iranienne envahissent l'Azerbaïdjan et prennent Tabriz. Le 12 décembre 1946, Pischevari abandonne son poste et s'enfuit avec ses plus proches confidents en URSS. Les Soviétiques ont beau avoir multiplié les avertissements et massé d’importantes forces à la frontière, ils ne bougent pas. Le régime séparatiste de Tabriz, dont l'ex-président Pischevari trouve peu après la mort dans un accident de voiture, s’écroule en quelques jours. Quand les troupes iraniennes arrivent à Tabriz, elles sont accueillies par le peuple avec joie. Lorsque Mohammad Reza Chah arrive à la capitale de la province le 24 mai 1947, il reçoit la même jubilation que ses troupes. En juin 1947, le chah est célébré à son retour d'Azerbaïdjan à Téhéran comme le symbole de la préservation de l'unité du pays et le signe visible de l'habile politique diplomatique de son premier ministre. D'après Alinaghi Alikhani :
"J'étais étudiant et je me tenais à l'entrée de l'université de Téhéran. Le Shah était seul dans une jeep, non accompagné par les forces de sécurité, et a salué la foule qui l'a empêché de continuer tant elle était dense. Un colonel voulut dégager une allée pour la voiture du Shah, mais elle ne passa toujours pas. Le Shah était au sommet de sa popularité. "
Peu de temps après, effrayé par la déconfiture de son voisin, le régime du Kurdistan tombe également. La République prosoviétique du Kurdistan, dont le chef, Moustafa Barzani, se réfugie en URSS avec un millier de ses partisans, disparaît donc aussi. On retrouve celui-ci à l’œuvre en Irak, à partir de 1958. La province du Kurdistan est occupée par les troupes iraniennes après le retrait des troupes soviétiques. Les dirigeants du mouvement séparatiste sont par la suite exécutés sur la place Chahar Cheragh à Mahabad.

## Échec soviétique

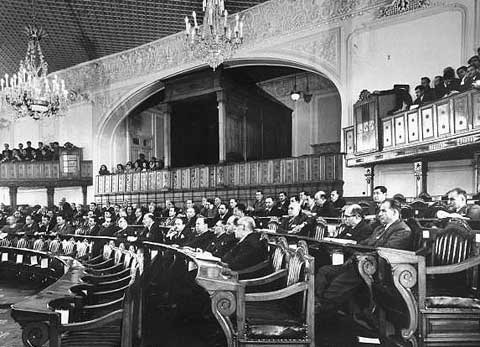
Le Majlis d'Iran en pleine séance parlementaire

Lorsque Moscou réclame la ratification de l’accord pétrolier, Ghavam os-Saltaneh fait valoir que les obstacles mis par les autorités de Tabriz à l’activité des formations favorables à Téhéran rendent impossible l’élection d’un nouveau parlement. C'est en réalité un habile coup diplomatique du premier ministre : il gagne tout à ce que le Parlement, très anti-soviétique à cause des événements, reste en fonction. Le 22 octobre 1947, le parlement iranien conclut la discussion finale sur l'accord de Ghavam avec l'Union soviétique pour établir une compagnie pétrolière commune. Le Parlement rejette par 102 voix sur 104 députés présents la formation d'une compagnie pétrolière soviético-iranienne et charge aussi le gouvernement d'entamer des négociations avec l'Anglo-Iranian Oil Company sur la refonte du contrat de concession existant. Dans le même mois, le gouvernement iranien signe un accord avec le gouvernement des États-Unis pour l'établissement d'une mission militaire américaine. Les Soviétiques se sentent trompés par les Iraniens. 
Mais les éléments se retournent ensuite contre ce dernier : si le Chah le félicite largement pour la victoire fin 1946, près d'un an plus tard, leurs relations se sont grandement dégradées de par une certaine jalousie du roi à l'égard de son premier ministre, des rumeurs de mépris aristocratique de Ghavam os-Saltaneh pour la jeune famille impériale Pahlavi, et de nombreuses intrigues de Cour. De plus, le gouvernement va chercher à améliorer les relations entre l'Iran et l'Union soviétique, l'URSS étant le plus grand voisin direct de l'ancienne Perse. Les Soviétiques exigent la démission de Ghavam comme condition pour les rétablir. Ghavam, acculé, renouvelle son vote de confiance au parlement le 10 décembre 1947. Mais sur les 112 députés présents, seuls 46 votent pour lui : il est obligé de démissionner. Le 28 décembre 1947, Ebrahim Hakimi (re)devient premier ministre d'Iran. Cet ultime rebondissement marqua la fin et la conclusion de la crise iranienne.

## Sources et bibliographie

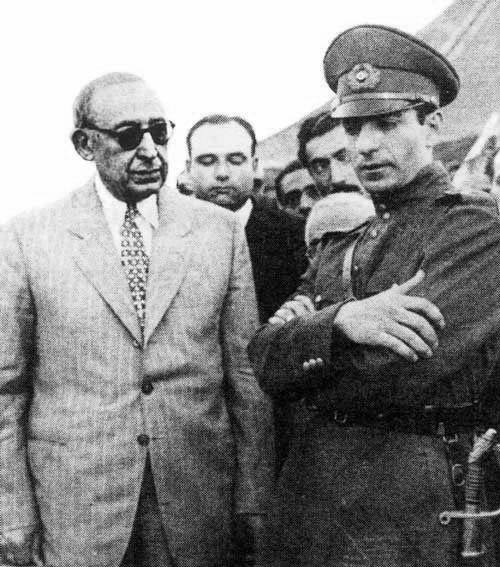
Le Shah d'Iran et Ghavam os-Saltaneh lors de la crise d'Azerbaïdjan en 1946.

- Houchang Nahavandi et Yves Bomati, Mohammad Reza Pahlavi, le dernier Shah, Paris, Perrin, coll. « Biographies », 2013  (ISBN 978-2-262-03587-7), (OCLC 828407890)
- André Fontaine, La guerre froide 1917-1991, Éditions de la Martinière, 2004,  (ISBN 2-84675-139-0)
- (en) George Lenczowski, "The Communist Movement in Iran", The Middle East Journal, no 1 (janvier 1947) p. 29-45
- (en) Archie Roosevelt, Jr., "The Kurdish Republic of Mahabad", The Middle East Journal, no 1 (janvier 1947), p. 247-69
- (en) William Linn Westermann, "Kurdish Independence and Russian Expansion", Foreign Affairs, Vol. 24, 1945-1946, p. 675-686
- (en) Jamil Hasanli, At the dwan of the cold war – The Soviet-American Crisis over Iranian Azerbaijan, 1941–1946. Oxford 2006.
- (en) George Lenczowski, The Communist Movement in Iran, Middle East Journal, no 1, janvier 1947, p.29–45.
- (en) Fereydun Ala, The Azerbaijan Crisis of 1945-1946: The catalyst of the 50-year Cold War. (PDF; 4,3 MB), Journal of the Iran Society, 2011, p. 34.
- (de) Jana Forsmann, Testfall für die „Großen Drei“. Die Besetzung Irans durch Briten, Sowjets und Amerikaner 1941–1946. Böhlau Verlag, Cologne / Vienne 2009,  (ISBN 978-3-412-20343-6)